# 国鉄50系客車

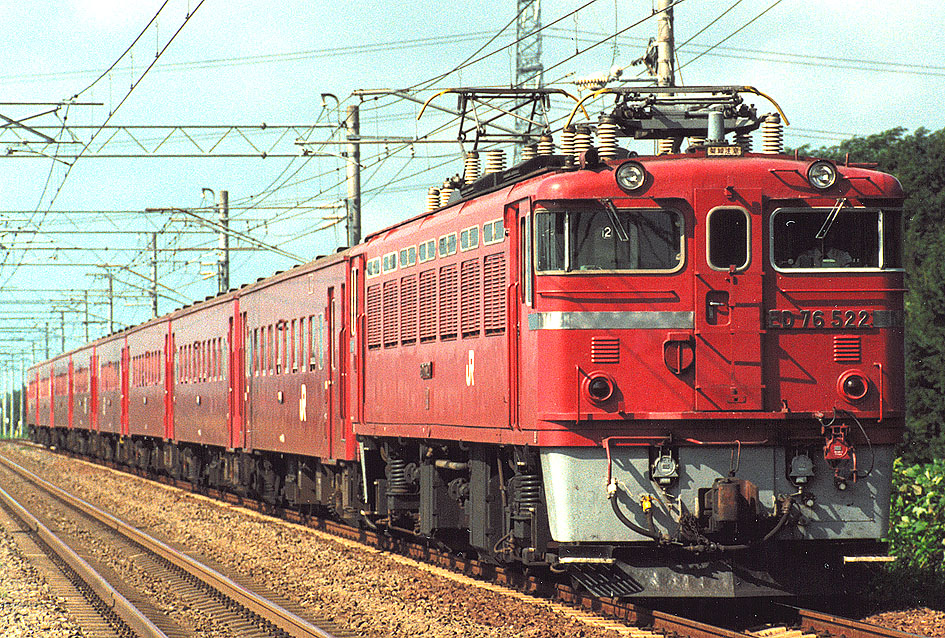
50系51形客車で組成された列車

50系客車（50けいきゃくしゃ）は、日本国有鉄道（国鉄）が主に地方都市圏の通勤・通学時間帯の普通列車に使用する目的で1977年（昭和52年）より設計・製造された一般形客車の系列である（区分の経緯については#車両区分を参照）。
本州以南用の50形と、北海道用の51形があるが、基本的な設計コンセプトは同一であるため本項ではこの両形式、さらに同一の車体構造を有する荷物車マニ50形と郵便・荷物合造車スユニ50形についても併せて解説を行う。

## 概要
1970年代前半（昭和40年代）まで、地方都市圏（特に交流電化線区や非電化幹線）の旅客輸送には1920年代から1960年代にかけて製造された鋼製客車が多数使用されていた。これらの車両は優等列車の電車化・気動車化および12系客車の登場によって転用されたもので、10系以前の客車は登場後しばらくは程度の良い車両が優等列車に使用され、後継車両の増備や置換えで捻出された中堅車や経年車は普通列車にも使用されるようになっていた。
昭和30年頃の時点で当時の国鉄は「加減速性能・表定速度・利便性能および運用効率において客車列車は電車や気動車と比較して大きく劣っており、いずれ廃れる輸送方式になる」と判断しており、その後実施された動力近代化計画はそれに基づいて、旅客列車については寝台列車などー部を除いて電車もしくは気動車に置き換えて座席客車を淘汰する方針だったことから、普通列車用の客車の製造については極めて消極的であった。しかし当時の鋼製客車は製造後20年から40年以上を経て老朽化しており、保守上の問題と乗客からの不評を顕在化させていた。このため一部の鉄道管理局では、室内の両端、あるいはすべての座席をロングシートに改造し、つり革を設置することで収容定員の増加が図られていたが、狭いデッキや出入口はそのままであり、乗降の遅滞から運行遅延の原因となっていた。また自動扉をもたないこれらの客車は、走行中でも客用扉を開閉できるため乗客や荷物が転落する危険があり、保安上の問題となっていた。上記の問題を解決するために、新形車両の導入が求められていた。
輸送改善に際しては、当時行われていた荷物・郵便輸送への配慮と、貨物輸送量の減少で機関車に余剰が発生していたこと、さらに組合側が客車列車の継続を要望していた（余剰人員が発生する電車化・気動車化に反対していた）ことから、動力近代化計画には矛盾するもののやむなく新形式客車を開発する方針が採られた。座席客車の新規製造は、当時でも時流を考慮しないような施策であったが、客車は動力装置が不要であるため、1両当たりの製造コストが気動車や電車よりも格段に安くなることから、地方部の通勤・通学時間帯に多く運行されていた比較的長編成の客車普通列車の置換え用として、余剰化した電気機関車やディーゼル機関車を有効活用することによって、輸送力増強やサービス改善を低いイニシャルコストで行うために製造された車両群が本系列である。
製造は全形式とも富士重工業（現・SUBARU）・新潟鐵工所（現・新潟トランシス）の2社が担当した。同時期に設計・製造されたキハ40系気動車・115系1000番台などとは、車体構造やアコモデーションなどで共通点が多い。
1979年（昭和54年）には鉄道友の会よりローレル賞を授与され、オハフ50 1の車内に記念プレートが取付けられた。

### 車両区分
本形式の用途は通勤輸送を主目的とした車両であるが、室内は地方での需要を反映してセミクロスシートとした。通勤輸送に用いられる車両は通常通勤形にカテゴライズされるものであるが、当時の国鉄では「客室に出入口を有し、横型腰掛（ロングシート）を備え、通勤輸送に適した性能を有する車両形式のもの」を通勤形に定義していた。一方で室内がセミクロスシートであることに着目すれば近郊形に近いが、近郊形は新性能電車独自の概念であるため、本形式は「通勤形でも近郊形でもない」として「一般形」の区分を採用した。したがって、日本の国鉄・JRの客車において厳密な意味で通勤形や近郊形の区分を採用した客車は新製されていない。

## 構造

### 車体
普通鋼製で、本州以南向けの50形については工程の簡略化のため窓構造が従来の一段上昇窓から上段下降・下段上昇式の外ハメ窓（ユニット窓）とされた。すきま風や雨水による浸食防止と取付簡素化をはかって新設計のユニットサッシが採用されたため、12系客車など在来の車両で使用されているユニットサッシとの互換性はない。従来の客車と同様に車端部に乗降口を配したデッキつきであるが、主として通勤通学時間帯に使うため、引き戸の幅を1,000 mmとした。
車体色は、交流電気機関車と同様の赤2号の一色塗りで、屋根はねずみ色1号である。この塗装から「レッドトレイン」とも称されていた。
車体断面は12系などとは異なり全幅が約100 mm小さく、裾絞りのないストレートな腰板を備える簡素な構造で、連結・解放作業を考慮して、車体妻面は3面構成の折妻構造とされた。側構が薄くなったことで室内幅は従来の旧形客車より若干拡大し、窓側席肘掛の省略や座席寸法の見直しで必要な通路幅を確保している。
床下型の集中式冷房装置を想定し床面を高く設計している。AU75系集中式冷房装置の搭載を考慮した電車形の屋根断面、および構体構造で設計されているとする説もあるが、PDC化された車両（キハ141系）を除き、それらが搭載された実績はない。新製時には製造コストと電源確保の問題から冷房装置は搭載されず、押込式通風装置が搭載された。
- のちに冷房改造された車両もあるが、いずれも分散式・集約分散式もしくは床置式冷房装置、あるいは床下に集中式冷房装置が搭載されており、屋根上に集中式冷房装置を搭載した車両はPDC化されたキハ143、キサハ144のみである（いずれもN-AU26を搭載）。

客用扉は、在来形客車で問題視されていた手動扉に代わり、幅を1,000 mmに拡大した片引戸で半自動操作も可能な自動扉とし、車軸からの速度検出による戸閉保安装置が追加された。ドアエンジンを動作させる圧縮空気は、空気圧を供給する空気圧縮機やその動力源も搭載されていないため、機関車から元空気溜管(Main Reservoir Pipe:MRP)を介して供給する必要がある。
- このため牽引用機関車は、AREBブレーキに改造された20系客車やCLEブレーキと空気ばね台車を装備する10000系高速貨車などと同様にMRPを装備する機関車に限定された。ただし、50系の牽引用機関車がMRP装備車限定であることを記した文献は極めて少ない[注 13]。
- 旧形客車と混結する際には、旧形客車はブレーキ管(Brake Pipe:BP)と蒸気暖房用蒸気管や電気暖房給電用の引き通しのみで、客用扉操作用回路や車内放送用回路のジャンパ連結器やMRPが未搭載のため編成組成では本系列を機関車次位に連結し、本系列の車掌室・業務用室から自動扉を一括操作する制約があった[注 14]。

車内のサービス用電源は従来通り各車に搭載された車軸発電機と蓄電池とされた。
行先表示は、在来形客車のサボを掲示する方式を踏襲し、側面中央部窓下にサボ受を設けた。側面上部に自動行先表示器の取付準備工事が施工されていたが、PDC化された車両を除き、実際に搭載された車両はない。

### 車内

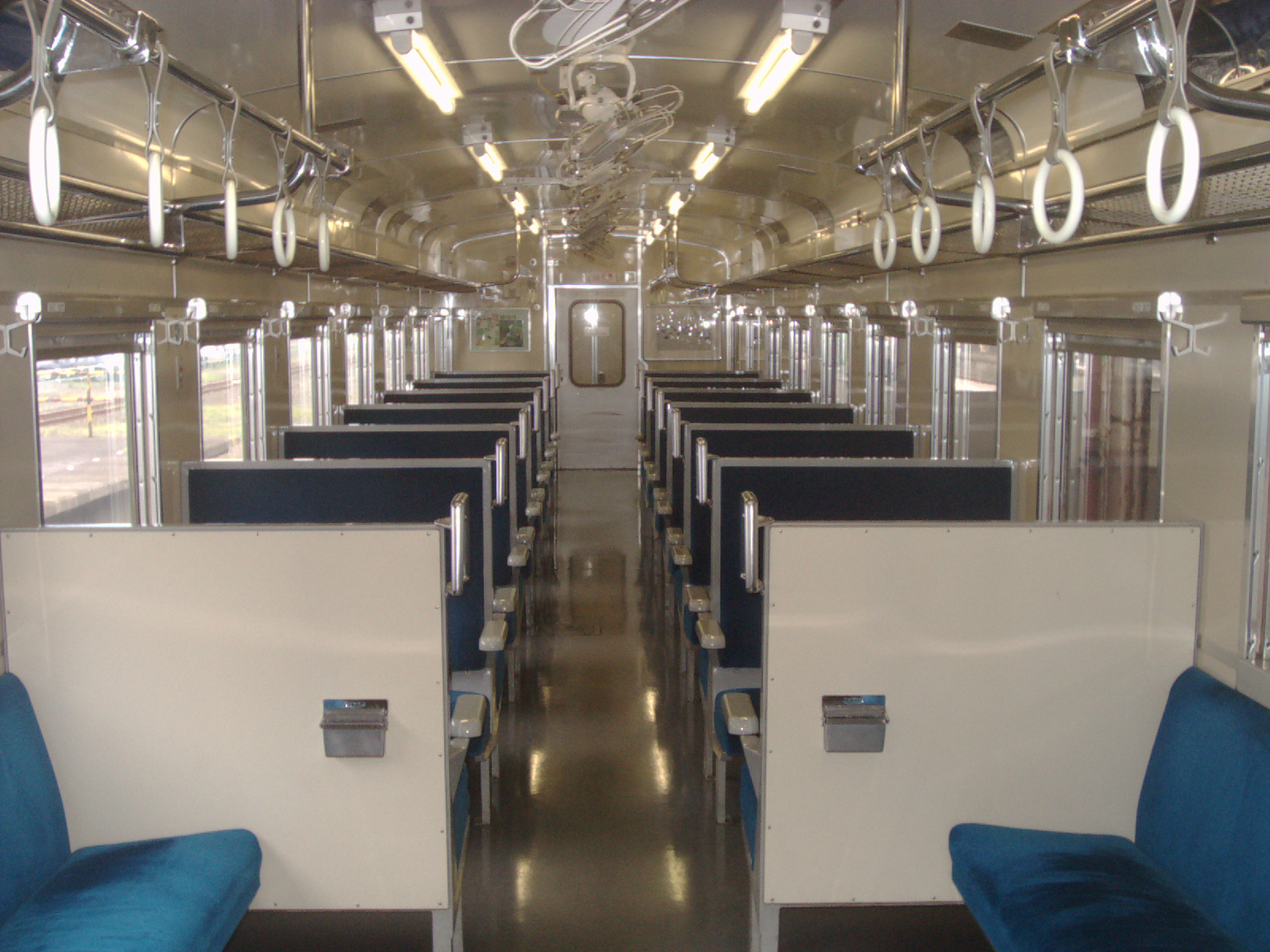
オハ510-1車内
種車のオハフ51 57から大きな変更はない。ただし座席背面に設置されている灰皿は現在撤去済みである。

旧来の国鉄形客車とは異なり、長距離列車よりも主に通勤通学時間帯における運用を考慮した車内設備とした。
座席配置は、デッキ付近をロングシート、客室中央をシートピッチ1,470 mmのクロスシートとしたセミクロスシートとした。ボックスシート部のテーブルおよび窓側の肘掛は装備されていない。
デッキ・客室間の仕切扉も乗降の円滑化を図り1,200 mm幅の両引戸とし、引き残しを少なくするため取手部分の戸袋を切り欠いているが、北海道向け51系およびオハフ50形のトイレ側は一般の片開き式とした。
暖房装置は、在来形客車と同様で機関車に搭載される蒸気発生装置 (SG) から暖房用蒸気の供給を受ける方式を採用したが、一部車両では電気暖房装置を併設する。
本系列のみで組成した編成で運用することを主眼においており、循環式汚物処理装置準備工事が施工されたトイレは緩急車にのみ設置とされた。
車掌が車内をこまめに巡回し、なおかつ在来形客車では不要であったドア開閉操作を行う点から編成中の緩急車数を従来よりも増やし、緩急車も一端は車掌室、もう一端は業務用室とした上で乗務員扉を双方に設置し業務効率化を図った。

### 主要機器
台車はTR230形を装着する。

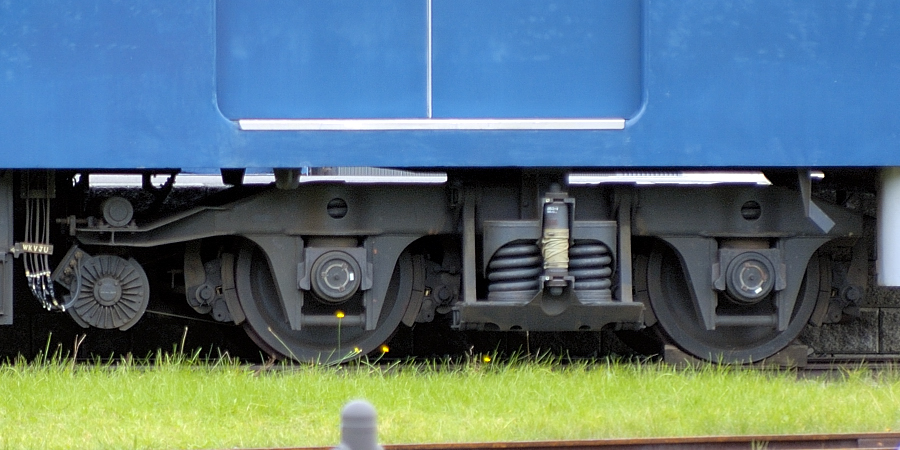
マニ30形 TR230B形台車
本系列用TR230形も基本構造は同一

- 本台車は、10系客車で開発されたTR50形の流れを汲み、プレス材溶接組み立てによるペデスタル（軸箱守=じくばこもり）式軸ばね式台車で12系・14系客車などで採用された空気ばね台車のTR217系から、枕ばねのコイルばね化や密封コロ軸受を実施したものである。
  - TR50からTR217までの系統にあるものの、従来形式の台車との大きな違いとして、DT32などと同様の大径心皿方式となっており、枕ばねの直上の側受がない。側受荷重の調整を省略しつつも適正な回転抵抗を得ることが狙いである。

空気ブレーキは応答性が良好で、メンテナンスも容易な三圧式のCLブレーキを搭載する。応答時間短縮に効果のある電磁給排弁は付加されておらず最高速度は95 km/hに制限される。

## 新造車
この項では新製車両のみを示す。改造車については次項に記す。

### 50形
本州以南向けのグループで1978年（昭和53年）から1982年（昭和57年）にかけて製造された。東北・北陸地区などに投入された車両は電気暖房を併設し車両番号が原番号+2000を付与されたほか、横軽対策が施工されていた。
オハ50形（オハ50 1 - 2335）
編成の中間に組成する座席普通車で335両が製造された。
オハフ50形（オハフ50 1 - 2488）
前位側を業務用室、後位側を専務車掌室とし、垂れ流しトイレを装備する緩急車で488両が製造された。
主に列車の最前部もしくは最後部に連結されるほか、自動ドア等客扱いの利便性のため編成中間に連結されることもあった。

### 51形
北海道用のグループで、客室窓を小型の一段上昇式二重窓とし、車軸発電機をベルト駆動からベベルギア+シャフト駆動に変更するなどの酷寒地対策が施工される。台車は、軸ばねと枕ばねにゴム被覆コイルばね（エリゴばね）を使用し、ブレーキシリンダも厳冬期の整備のために車体取付に変えたTR230A形である。
1978年（昭和53年）から1982年（昭和57年）にかけて製造されたが、1979年（昭和54年）までに製造された初期車 (オハ51・オハフ51ともに1 - 10が該当) は、車体側面戸袋窓が小型、オハフ51形では床下水タンクの装架位置が異なる。札幌圏で運用した車両には、機関車に出発合図を送るためのブザー回路が追加された。
オハ51形（オハ51 1 - 62）
編成の中間に組成する座席普通車で62両が製造された。
オハフ51形（オハフ51 1 - 68）
緩急車。68両が製造された。

### 郵便・荷物車
マニ50形（マニ50 2001 - 2072・2101 - 2264）
老朽化したマニ60形・マニ36形など旧形車の置換え用として開発された荷物車で、1977年（昭和52年）から1982年（昭和57年）にかけて236両が製造された。
室内配置は従来の荷物車とほぼ同等でトイレ・貴重品室を、乗務員室扉は車体前後に設置し、各々に車掌室と業務用室を配する。乗務員室屋根上に、AU13形冷房装置を取り付けることを考慮したため、オハ50形、オハフ50形に比して、屋根高さが30ミリ低い。実際に取り付けられた車両は存在しない。
荷重は14 t。外部塗色は青15号である。全車が電気暖房装置を備え車両番号は2000番台とされた。ただし1979年（昭和54年）製造車からはブレーキシリンダの配置など細部が変更され車両番号が2101以降に区分された。
1986年（昭和61年）に鉄道荷物輸送が廃止されたことで本来の荷物車としての用途はなくなり製造年が新しいにもかかわらず大量に廃車となったが、「MOTOトレイン」用や救援車代用としてJR旅客6社に63両が承継された。その後、「MOTOトレイン」はすべて廃止され、営業運転に使用されることはほとんどなくなった。その後は電源車や救援車として各地に残存していたがそれらも順次廃車されていき、最後まで残っていた下関総合車両所広島支所所属のマニ50 2257（救援車）が2023年に廃車されたことで形式消滅となった。
JRに継承されなかった173両は1986年（昭和61年）2月から1987年（昭和62年）3月にかけて全車両が廃車となった。マニ50形の最終ロットは1982年（昭和57年）10月落成の2262 - 2264号であり、2262・2263号はわずか4年半ほどで廃車となった。
特異なものとして、24系客車の電源車マニ24形500番台や「リゾートエクスプレスゆう」用電源車への改造車が存在する。詳細はリンク先の記事を参照のこと。
スユニ50形（スユニ50 2001 - 2063・501 - 517）
スユニ60形などの旧形郵便・荷物合造車を置換えるため計画された郵便荷物合造車。台枠も含めて車体は完全に新製であるが、TR47形台車および自動連結器一式は廃車となったスハ43形やスハネ16形などから流用したことから、名義上は新製ではなく種車からの改造扱いである。技術力の維持と向上を目的に、1978年（昭和53年）から1983年（昭和58年）にかけて80両がすべて国鉄工場で改造施工された。
- 当初は100両改造される計画であったが、郵便・荷物輸送の低迷により80両に下方修正された。

本州以南用0番台と北海道用500番台の番台区分が存在する。0番台は全車電気暖房装置を搭載することから車両番号は原番号+2000となる。外部塗色は青15号である。
1986年（昭和61年）の郵便・荷物輸送の廃止とともに大部分が廃車されており、JRへの承継は北海道3両、東日本4両にとどまり、北海道・東北地区で救援車代用として配置されていた。改造種車を以下に示す。
2018年（平成30年）4月1日時点では、JR北海道旭川運転所に1両（511番）とJR東日本盛岡車両センター1両（2018番）の2両が所属していたが、前者は2018年（平成30年）9月18日に苗穂運転所へ回送され、同年9月30日付で廃車。後者は同所に所属していたワム287336とともに、2020年（令和2年）1月7日に郡山車両センターへ回送され、翌8日付で廃車されて形式消滅になった。

## 改造車

### 国鉄時代

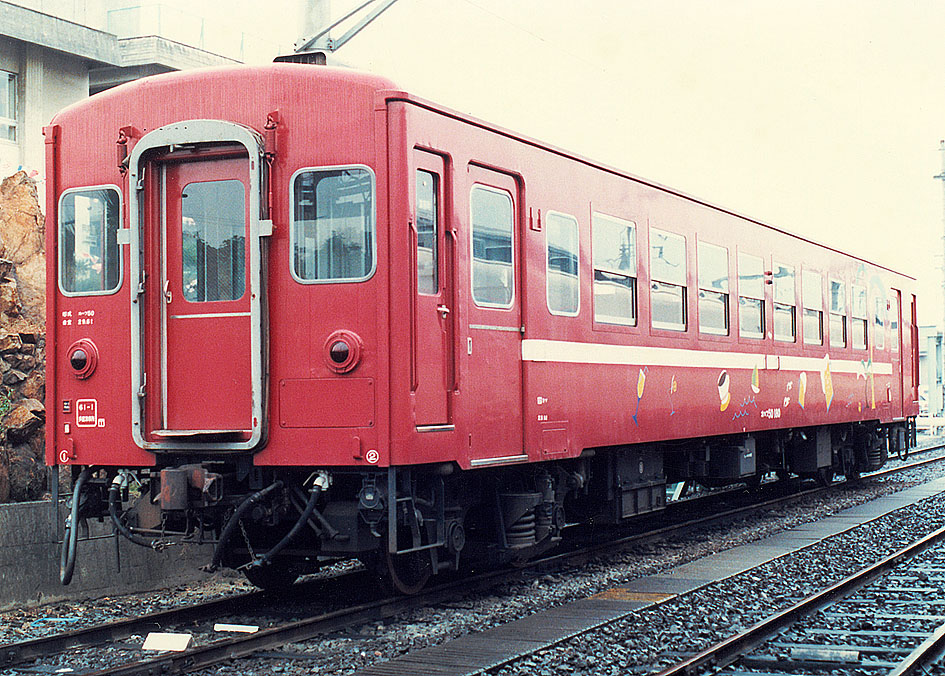
オハフ50 180 簡易ビュッフェ「オアシス」

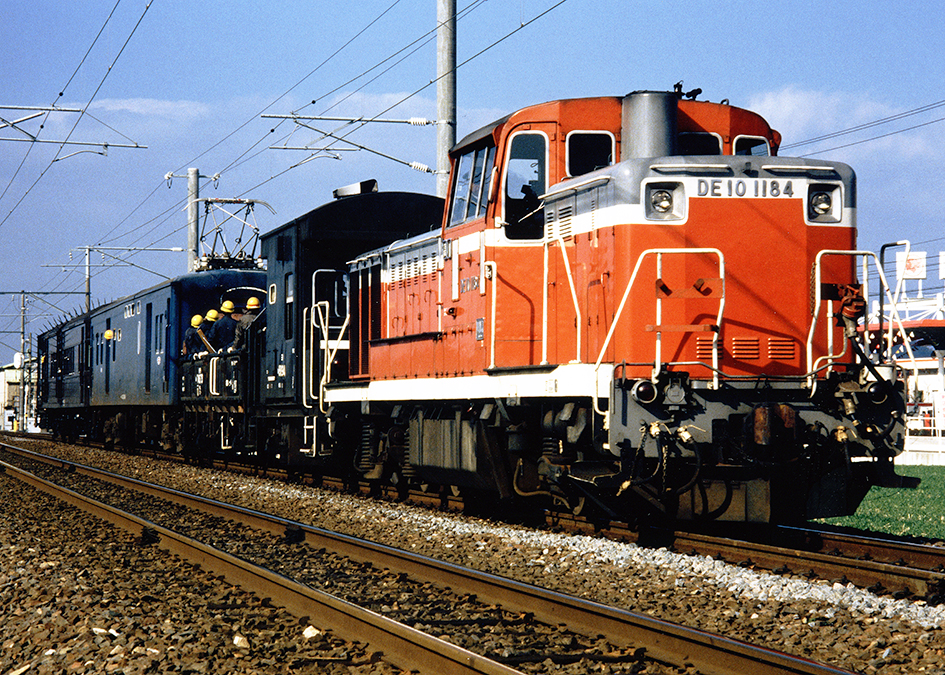
スユニ50 2046簡易架線試験車
建築限界試験列車
1987年1月

「MOTOトレイン」用オートバイ緊結装置取付改造
オートバイ輸送と鉄道利用者との結合による企画として、1986年（昭和61年）7月から夏季のみ運行される「MOTOトレイン」用に、尾久客車区（現・尾久車両センター）所属のマニ50 2120・2124・2128・2154 - 2159に施工した改造である。車両番号の変更はない。分割民営化の際には全車が東日本旅客鉄道（JR東日本）に承継された。
車掌室・貴重品室・トイレ・洗面所を撤去し、車内にオートバイ緊結装置を取付20台の積載を可能とした。
- ただしマニ50 2120・2124・2128の3両は、車掌室等を残置させたため積載数は10台とされた。

上野 - 函館間で運行され、急行「八甲田」・快速「海峡」に併結して運行されたが、「八甲田」の廃止とともに運行を終了。1999年（平成11年）と2000年（平成12年）に9両全車廃車となっている。

簡易ビュッフェ
「オアシス」
国鉄四国総局がオハフ50 180に簡易ビュッフェを設置した改造である。
ボックスシートの一部を撤去し、カウンターを設けて生ビールやコーヒーなどを販売した。ボックスシート間にはテーブルを設置した。
ビュッフェとしての使用は1986年（昭和61年）7月23日から8月30日の間で、民営化後の1989年（平成元年）に廃車された。
簡易架線試験車
1987年（昭和62年）3月の予讃本線高松 - 坂出間・多度津 - 観音寺間・土讃本線多度津 - 琴平間電化開業に先んじてスユニ50 2046を架線観測用の簡易試験車として改造。屋上に観測用パンタグラフ・テレビカメラを搭載し、同年1月7・8日の建築限界試験の際にDE10形牽引によりオヤ31形などとともに走行した。
救援車
国鉄時代末期からマニ50形とスユニ50形を救援車または救援車代用車両に転用が開始され、各運転所などへと配置された。
1988年（昭和63年）4月現在ではマニ50が41両、スユニ50が7両の計48両が救援車として配置されていたが、2018年（平成30年）4月現在ではマニ50が6両、スユニ50が2両の計8両へと減少している。
救援車を表す形式は「エ」を使用するが、これらは元番号のまま使用されている。特異なものとして国鉄末期の新宮運転区のマニ50 2229と新庄運転区のマニ50 2050の2両のみがそれぞれマエ50 2229とマエ50 2050に形式を書き換えている（後述のJR北海道・JR東日本を参照）。

### JR北海道

#### 快速「海峡」用改造車

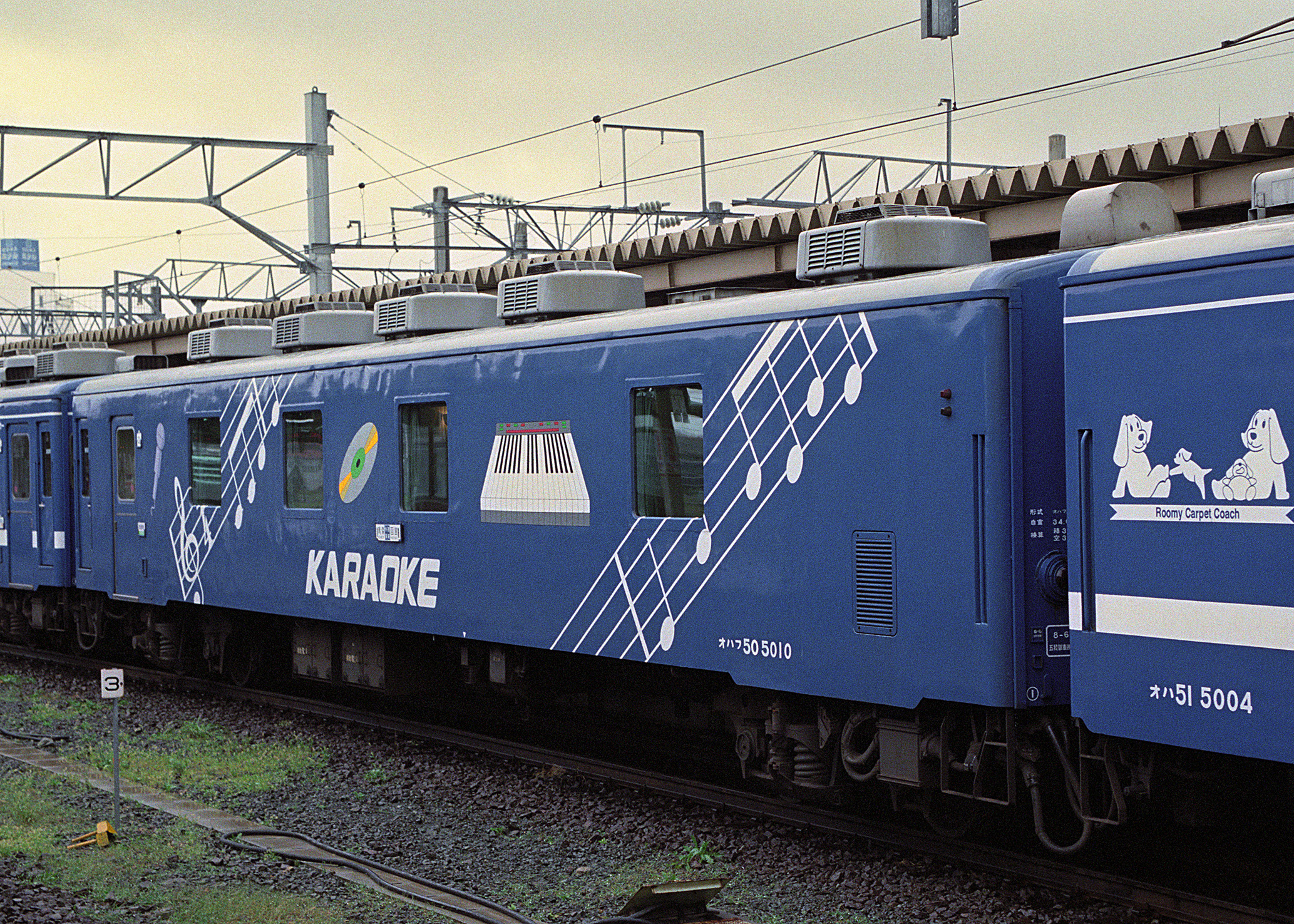
オハフ50 5010「カラオケカー」

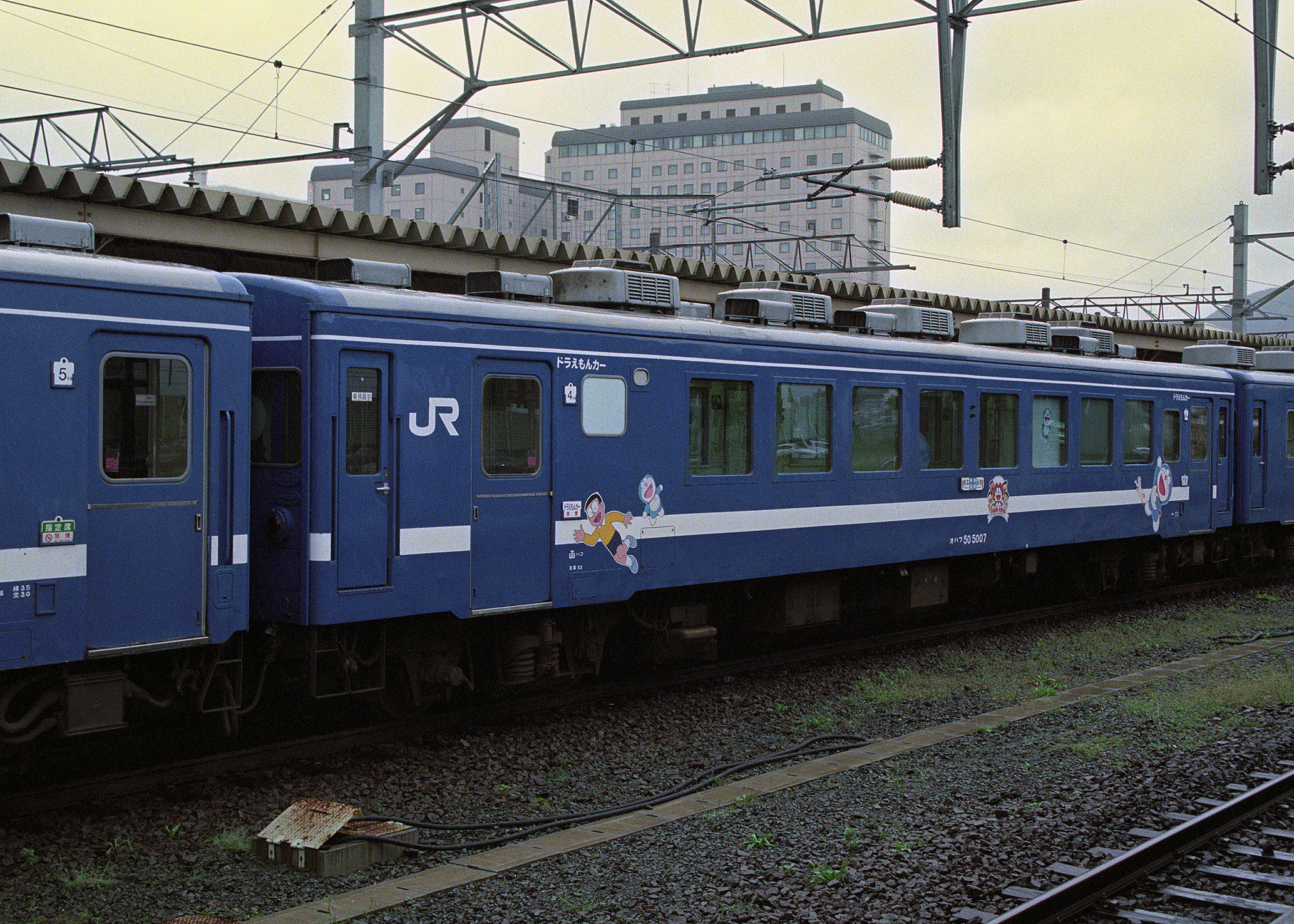
オハフ50 5007「ドラえもんカー」

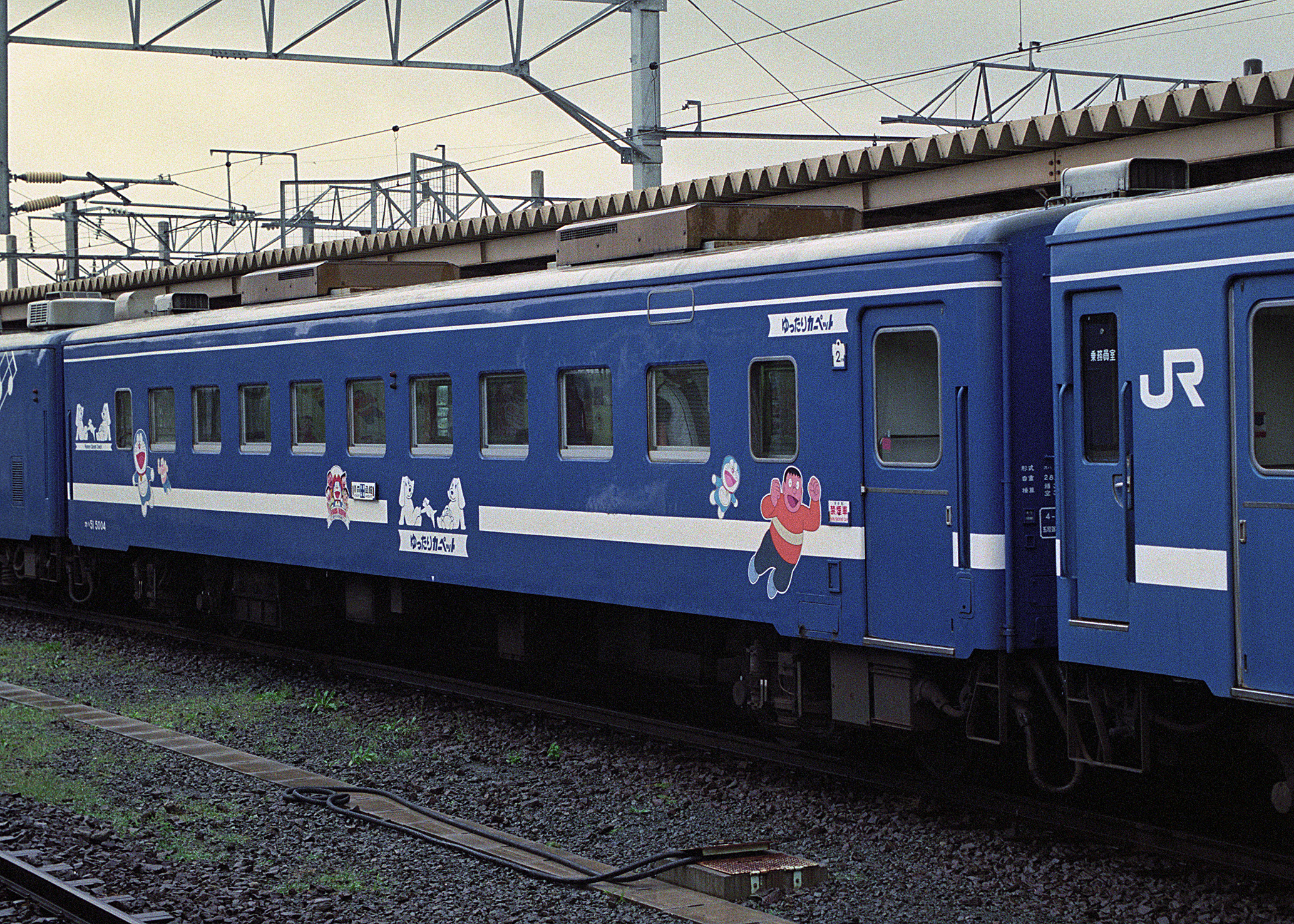
オハ51 5004「カーペットカー」

青函トンネルを含む津軽海峡線の快速「海峡」（青森 - 函館間）用に施工された改造である。50形・51形双方が種車とされたが、改造時期や内容に若干の差異があるほか、ともに車両番号は新たに番台区分された5000番台に改番された。2016年（平成28年）までに全車廃車となった。
50形5000番台
改造工事は1987年（昭和62年）の1月から3月にかけて釧路・苗穂・五稜郭・土崎・大宮・長野・松任・名古屋・鷹取・広島・後藤の各工場で31両が施工され、完成後に北海道旅客鉄道（JR北海道）が全車を承継した。
種車はすべて電気暖房付の2000番台であるが、転配で電気暖房が使用されていない米子・福知山・亀山および九州地区で運用されていた車両である。
側面窓を固定式の大型一枚複層窓に交換し、外部塗色は青色地に白帯の塗装に変更された。車内には青函トンネル内での現在位置表示装置を取り付け、座席は全席とも新幹線0系電車の廃車発生品の転換クロスシートに交換した。
- ただしオハフ50形は、当初ロングシート部分のクロスシート化のみで竣工したが、1987年（昭和62年）度中に全席転換シートへの交換を施工。

屋根上にAU13AN形分散式冷房装置5基を搭載した。電源はED79形の電気暖房用電源を冷房兼用とした。
津軽海峡線内での高速運転に対応させることからブレーキ装置と台車の改良を施工し、最高速度110 km/hでの運転に対応させた。
2002年（平成14年）12月のダイヤ改正で「海峡」が廃止されたため「ノロッコ号」用改造種車となったオハフ50 5008を除き順次用途廃車なったが、オハフ50 5007は救援車に転用、オハ50 5003だけは保留車として車籍が残され、2016年（平成28年）に廃車された。
なお、「海峡」運用開始後に情勢の変化などから以下の再改造を施工されている。
清涼飲料水自動販売機設置
1991年（平成3年）から1992年（平成4年）にかけて以下の車両に設置された。
- オハ50 5001・5002・5004・5005・5012・5013・5015

「カラオケルームカー」改造（オハフ50 5010）
オハフ50 5010は青函トンネル通過者の減少傾向に歯止めをかけるべく、日本の定期列車では初となる「カラオケルームカー」への再改造が1997年（平成9年）に行われ、同年4月26日から快速「海峡」6・11号の3号車として運用を開始した。改造の詳細は以下のとおり。
- 1・2位側の側引き戸と便所を撤去。海側にカラオケ個室（8人用・5人用各2室）を設置。これに合わせクーラー5基中1基を出入台上に移設。
- 業務用室の撤去跡に自動販売機と配電盤室を設置。
- カラオケ装置および自動販売機の新設に伴い、SIV2基を設置し、変圧器・補助電源装置・蓄電池箱・高圧ヒューズを床下に増設。
- 遮音のため、側窓を3層ペアガラスとし、車外・天井・通路・客室間・床に遮音シートや吸音材を貼り付け。

台車交換
1997年（平成9年）にオハ50 5004・5005に対して、14系客車の廃車発生品であるTR217形空気ばね台車に交換する再改造が行われた。
ドラえもんタイアップ対応
1998年（平成10年）以降は『ドラえもん』とのタイアップ列車「ドラえもん海峡号」に対応させることから、車体内外部へのシール・ステッカー貼付が全車に行われた。ただし、年度によりシールのデザインは異なっていた。またオハフ50 5007・5008は「ドラえもんカー」専用車として座席を撤去し、売店とフリースペースとする再改造を施工した。
51形5000番台
快速「海峡」輸送力増強用として1988年（昭和63年）から1990年（平成2年）にかけて51形を種車に改造したグループである。
塗装や車内は50形5000番台とほぼ同等であるが、オハフ51形にはトイレ対向部にベビーベッドを設置する差異がある。
1988年に改造された4両は当初原番号のまま引き通し線の改造と塗装変更のみ行って5月から「海峡」に組み込まれたが、12月に50形5000番台と同設備の改造を行い5000番台に改番された。但し当時は冷房装置を搭載せず、のちにAU51形集約分散式冷房装置（メーカー形式日立FTUR-300-108）を2基屋根上に搭載した。50形5000番台と同じくED79形から給電される電気暖房用電源を冷房用電源とするため暖房も電気暖房式に変更した。
台車やブレーキ装置も当初は改造施工されず最高速度95 km/hのままとされたが、オハ51形は1996年（平成8年）から1997年（平成9年）にかけて、台車を14系客車の廃車発生品となるTR217C形もしくはTR217D形に交換、オハフ51形はTR230形の改造とブレーキ装置改良を実施し、最高速度が110 km/hに引上げられた。
カーペット車化
オハ51形5000番台の4両全車は、1997年（平成9年）に青函連絡船の「ます席」をイメージしたカーペット車に改造され、同年6月1日から快速「海峡」の2号車として連結された。改造内容は以下のとおり。
- 客室をパーティションで3つに仕切ったカーペット敷きに変更。
- 前位側出入り台を閉鎖。
- 客室を禁煙としたため、前位側車端部にラウンジコーナーを設置。
- 車両両端部に荷物置き場を設置。

オハフ51 5002は1999年（平成11年）に事故廃車された。事故廃車された後、廃車体が民間に引き取られている。
2002年（平成14年）12月のダイヤ改正で「海峡」が廃止されたため多数の車両が用途廃車となったが、オハフ51 5003・5004が青函トンネル緊急救援車として車籍を有していた。2016年（平成28年）3月22日には木古内駅常駐の救援用オハフ51 5004が函館に回送され、5003ともども、2015年（平成27年）度内に廃車された。廃車解体は五稜郭車両センターで行われた。

#### 客用扉増設改造

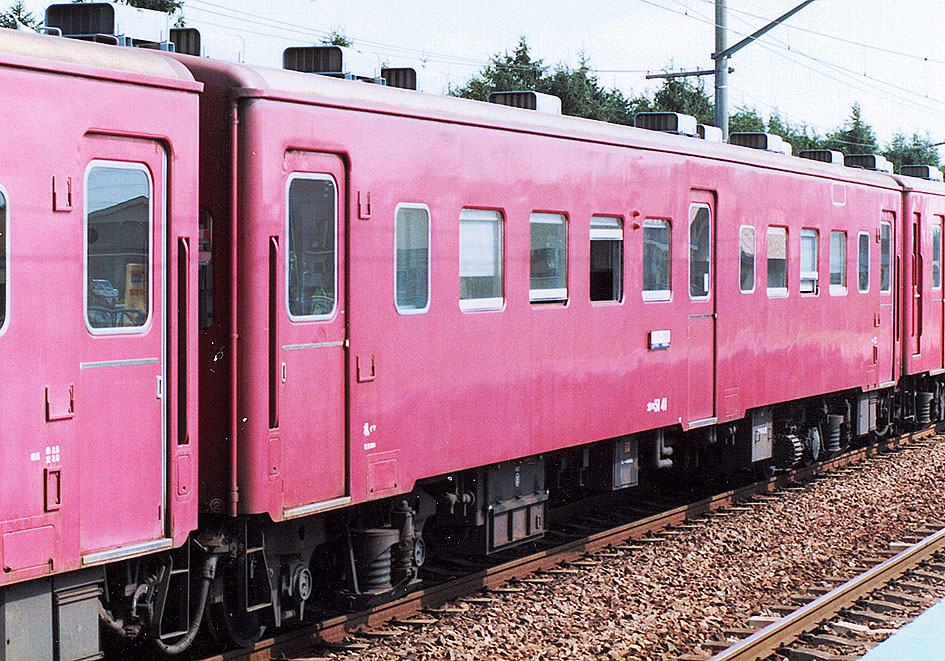
オハ51 41

札幌圏のラッシュ対策のため、1987年（昭和62年）に苗穂工場でオハ51 41に施工した改造。車体中央に1,000 mm幅の客用扉と客室との仕切り扉を増設して3扉化し、客室を前後2室に分けたほか、増設扉周辺の座席をロングシートに変更した。
改造は1両で終了し、その後3扉化改造は711系電車の一部で実施され、オハ51 41は1994年（平成6年）に廃車された。

#### 「ノロッコ号」向け改造
1993年（平成5年）に釧網本線で運行されるトロッコ列車「くしろ湿原ノロッコ号」用として1両が改造された。1998年（平成10年）に従来車の老朽取替のため3両が改造投入され、続いて1999年（平成11年）には追加の1両および新たに運行開始された「富良野・美瑛ノロッコ号」用として計3両が追加、2004年（平成16年）にも「くしろ湿原ノロッコ号」向けに1両が追加改造された。2018年（平成30年）4月1日現在、7両が現役で運用されている。
オハ510形・オハテフ500形・オハテフ510形・オクハテ510形の4形式で構成され、510系とも呼称される。「くしろ湿原ノロッコ号」用車両が緑色基調、「富良野・美瑛ノロッコ号」用車両が茶色基調の塗装となっている。
ワキ10000形改造のバーベキューカー（ナハ29000形）が存在した時期には、これと連結して運行されることもあった。
オハフ51形 カーペット車
1993年（平成5年）に旧「くしろ湿原ノロッコ号」用としてオハフ51 4に施工した改造。一部座席を撤去しカーペット敷としたほか、外部塗色も変更された。
1998年（平成10年）に後述のオクハテ510-1に改造された。
オハ510形 略号PTg
1998年（平成10年）に「くしろ湿原ノロッコ号」用としてオハフ51形を種車に改造。定員92（着席定員67）。
編成内サービス電源用パッケージ式発電機を旧車掌室に床上搭載し、付近の扉や窓は塞がれ、通気グリルや機器搬出口が設置された。
種車の和式トイレは従前のまま残されている。車内は原形のボックスシートと、出入台部はロングシートのままである。ロングシート部にはつり革も残されている。また暖房方式は、発電機からの電源による電気暖房に変更された。
オハテフ500形・オハテフ510形 略号PT
編成中間に連結されるトロッコ車両である。JR発足後では初めて展望車を示す「テ」の記号をもつ新形式車両となった。また国鉄時代には普通車（およびその前身の3等車→2等車）の展望車は例がなく「ハテ」を名乗る形式は本形式が初の例である。
オハテフ510-1
1998年（平成10年）に改造された「くしろ湿原ノロッコ号」用車両。和式トイレのほか、物品販売用のカウンター、車椅子スペースが設けられている。定員66。
オハテフ510-2
1999年（平成11年）「くしろ湿原ノロッコ号」増結用に追加改造された車両。2018年（平成30年）3月にナハ29000形が「富良野・美瑛ノロッコ号」から離脱したことに伴い、現在は「富良野・美瑛ノロッコ号」に転用されている。
オハテフ510-51
1999年（平成11年）に「富良野・美瑛ノロッコ号」用として改造された。サービス電源用発電機を搭載する。
オハテフ500-51
2004年（平成16年）に「海峡」の廃止により余剰となったオハフ50 5008を種車に再改造された「くしろ湿原ノロッコ号」用車両。自車給電用のディーゼル発電機を床下に搭載する。
オクハテ510形 略号PTc
機関車と反対側の編成端に連結される車両である。分類上は客車であるが、片側に運転台を設置しており、最後部に機関車を連結した状態で機関車を制御・走行（推進運転）することができる。したがって、客車に付される重量記号「オ」と、制御車を示す「ク」の記号が付与される。なお、この「オクハテ」は札幌市中央区に居住していた鉄道愛好家の男性が命名したものである。
オクハテ510-1
「くしろ湿原ノロッコ号」用で、カーペット車オハフ51 4の再改造車である。定員74。
オクハテ510-2
「富良野・美瑛ノロッコ号」用。前面が非貫通式になるなど-1と意匠が若干異なっている。

#### キハ141系化改造
余剰となったオハフ51形に施工した気動車化改造。道内で運用されたほか、JR東日本盛岡支社に譲渡された車両もある。

### JR東日本

#### 「リゾートエクスプレスゆう」

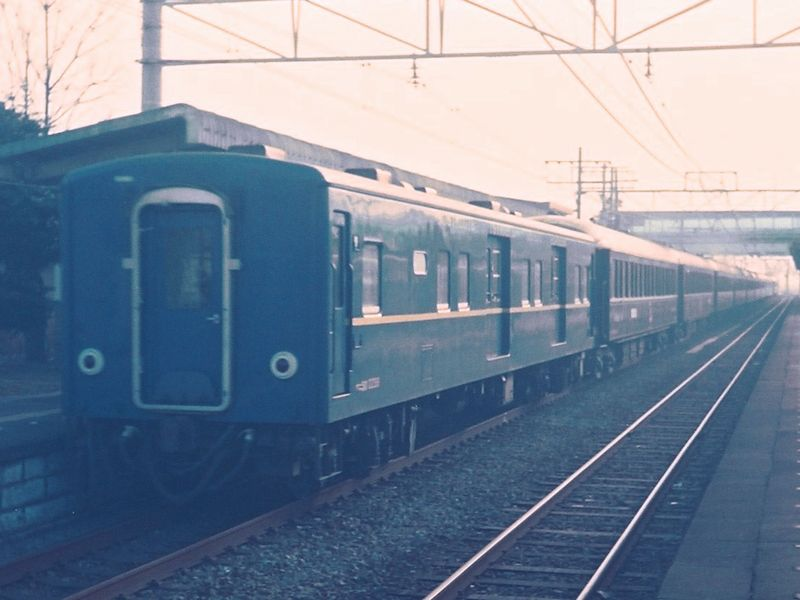
マニ50 2236

リゾートエクスプレスゆうを水郡線など非電化区間直通運転時の電源供給用電源車として、大宮工場でマニ50 2186を改造。鉄道ファンからは通称「ゆうマニ」と呼ばれていた。水郡線営業所に配置されていた。改造の内容を以下に示す。
- 外部塗色は「ゆう」編成と同様の配色とした。
- 荷物室の半分はディーゼル発電機（三相交流270kVA/440V）を収容する機械室に転用し、機械室側は荷物扉を撤去して通風孔と採光窓を設けた。これにより、荷物室の荷重は8tに減少したが、車両記号の変更はなかった。
- 空気ブレーキ↔︎電気指令式ブレーキの読み替え装置を搭載[注 23]。

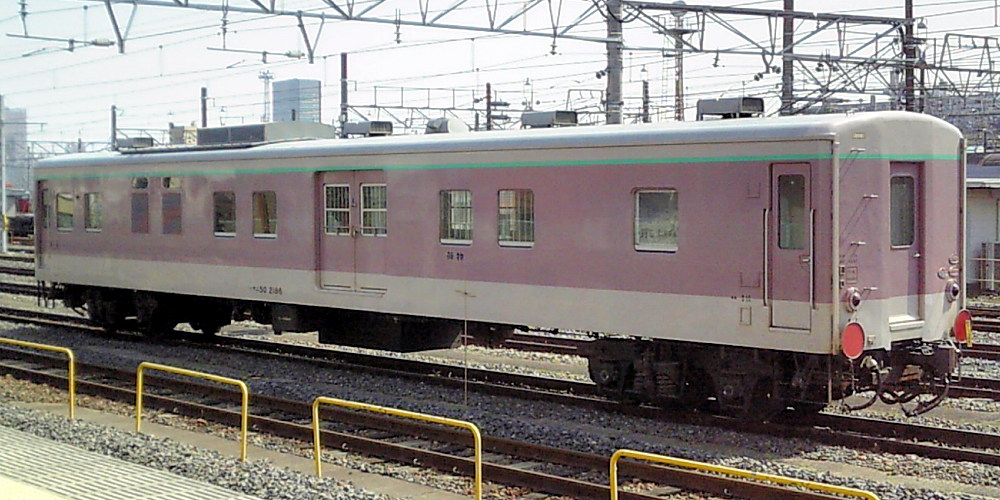
リゾートエクスプレスゆうの電源車マニ50 2186

- リゾートエクスプレスゆうの電源車マニ50 2186非電化区間では機関車の次位に本車を連結するため、連結器は電車・機関車のどちらとも連結できる双頭連結器に交換。双頭連結器・電源供給設備・ブレーキ読み替え装置の機能を活用できることから、配給輸送や廃車回送など、電車編成を機関車で牽引する際の控車としても頻繁に使用されていた。2018年7月26日に長野総合車両センターへ回送され[60]、一度除籍の上で留置されていたが、THE ROYAL EXPRESSを北海道で運行する際の電源車として、2019年7月3日に東京急行電鉄へ譲渡された（後述）[59][61]。

東急電鉄に譲渡された後については東急マニ50形客車のページを参照のこと。
「アメリカントレイン」
当時の日米通商摩擦緩和活動の一環として1988年（昭和63年）7月4日（アメリカ独立記念日）から1年間にわたり運行された「アメリカントレイン」用に改造された車両である。
オハ50形10両とオハフ50形2両を種車に車内をパビリオンに改装、アメリカ合衆国に関する案内や現地製品の展示が行われた。このため搭載目的はないものの荷物車扱いとし、車両番号はそのままで形式のみをオハ50形→オニ50形、オハフ50形→オニフ50形と変更した。この結果、本来は制定されていない「ニフ」という車種記号が発生した（この理由は緩急車を参照のこと）。
外部色はアメリカ合衆国のイメージから星条旗風塗装に変更した。
夏期にも運行することから、屋根上にAU13形分散式冷房装置5基を搭載、電源装置はオニ50のうち2304・2306・2308・2312・2314・2318に防音対策が強化された4VA機関を床下搭載とし自車を含む2両給電とした。
日本各地を巡回する運行に際し、旅客は乗せず駅に停車して一般公開を行った。また航送した上で沖縄県でも展示公開された。専用牽引機関車として客車と同一色とした直流電気機関車のEF60 19が選定されたが、交流電化区間や非電化区間では対応する他の機関車がEF60 19を含み牽引した。
* 開催駅（順不同。一部のみ）
* 原宿駅（皇室専用ホームで出発式が開かれた）・品川駅・両国駅・保土ヶ谷駅・鶴岡駅・秋田駅・青森駅・函館駅・苗穂駅（貨物ホーム）・三沢駅・大阪駅・桐生駅・高崎駅（貨物の引込線の跡地に仮設ホームが設置された）・高松駅・門司駅・佐世保駅・長野駅・西金沢駅・新津駅・京都駅（反対運動がおこった）・東京駅（プレス限定）など
全運行日程終了後に以下の形で一部車両が転用された。
- オニ50 2307・2323：1990年（平成2年）に品川駅臨時ホームで開設されたビアホール「モルツステーション」に改装。
- オニ50 2308・2312：12系客車と同色に塗替えられ、同年「HITACHI80周年記念号」に使用。日立社員や招待客の慰安旅行用団体臨時列車に連結され、日立製品のショールームとして使われた。
- オニ50 2306・2314：1991年（平成3年）に「ノスタルジックビュートレイン」に再改造。

その後は上述のオニ50 2306・オニ50 2314を除き、1995年（平成7年）までにすべて廃車となった。
「オリエント急行」控車
1988年（昭和63年）10月から12月の「オリエント急行」日本国内走行に対応した編成両端に連結する連結器変換用控車としてマニ50 2236に施工した改造。車両番号の変更はない。
「オリエント急行」間との連結器をねじ式に交換し併せてバッファーも装着したほか、主に寝台リネン等や列車運行に必要な資材等の倉庫としても利用された。
「ノスタルジックビュートレイン」
1990年（平成2年）に五能線の活性化を目的としたジョイフルトレイン「ノスタルジックビュートレイン」の運行開始にあわせて2編成分が改造された。
オハフ50形2500番台
塗装は上半黄色、下半茶色に白帯の塗装に変更。車両の一端を「アイランドエクスプレス四国」に似た開放式の展望デッキが設置されたほか、側面窓は大型の固定窓に変更し車内も木材を多く用いたレトロ調とした。床下に冷房装置を搭載する。2001年（平成13年）に廃車となっている。
オハ50形3000番台
1991年（平成3年）に増結用として追加改造された指定席用車両。種車は元「アメリカントレイン」のオニ50形で、座席はリクライニングシートに交換された。1997年（平成9年）に廃車となっている。
このほか、全線を通して走行する普通列車のダイヤで運行されていたことから観光客以外の一般客利用も考慮され、編成中に2両の自由席車も連結された。自由席車は塗装以外に変更はなく、専用の牽引機関車DE10形も同色に変更した。
- 自由席用塗装変更車：オハ50 2310・2441・オハフ50 2157・2158
- 専用牽引機：DE10 1112・1186・1187・1204

1997年（平成9年）の「リゾートしらかみ」運行開始による置換えで「ノスタルジックビュートレイン」が廃止されたためオハフ50 2501・2502が高崎運転所（現・ぐんま車両センター）に転出した以外は廃車となった。高崎転出車は「EL&SL奥利根号」等のイベント列車で運用されたが、2001年（平成13年）5月27日に小海線でのさよなら運転を最後に営業運転を終了、長野総合車両所（現・長野総合車両センター）で廃車解体された。
建築限界測定車
オヤ31形の後継として、1995年（平成7年）にオハフ50 2301から改造された。
オヤ31形と異なり物理的に接触させるのではなく、光を照射し、CCDカメラにより撮影解析して測定する測定器を搭載しており、「光オイラン」とよばれる。
当初はスヤ50形と名乗り、車体デザインも白・水色・黄を配した独自なカラーリング（この系統のカラーリングは他にマヤ34 2002でも使われている）をしていた。
2003年（平成15年）に「East i」シリーズ（E491系「East i-E」・キヤE193系「East i-D」）との併結対応改造を行った際に重量が増加したため、現在のマヤ50形となり、外見もEast i-E&Dと同じカラー&配色となった。
2015年（平成27年）の6月から8月にかけて郡山総合車両センターに入場していた。
この工場入りに際し、床下機器の増設・測定窓の構造変更等の改造工事を実施した。
2018年（平成30年）3月にはキヤE193系「East i-D」の脱線事故により2両では連結できない背景もあり、機関車の牽引でマヤ50 5001が磐越東線・日光線・水郡線・八高線・上越線・石巻線・東北本線において検測の代走を行っている。
同年8月22日以降はE491系「East i-E」との4両で順次首都圏の路線の検測を行った。
同年12月2日には新潟地区の検測を実施。そのため所属する仙台車両センターから回送を行い、引き続き同月7日に奥羽本線の秋田-院内間の測定を行っている。
2020年（令和2年）4月1日現在は仙台車両センターに所属している。
救援車代用車両
2019年（平成31年）4月1日時点ではJR東日本管内に以下の救護車代用車両が存在したが、2020年（令和2年）3月までにすべて廃車されている。
- 郡山総合車両センター：マニ50 2050
- 仙台車両センター：マニ50 2051
- 盛岡車両センター：スユニ50 2018
- 秋田車両センター（現・秋田総合車両センター南秋田センター）：マニ50 2183
- 高崎車両センター高崎支所：マニ50 2185

マニ50 2186が水郡線営業所所属で1両が「リゾートエクスプレスゆう」の電源車および双頭連結器付で機関車と電車の接続アダプターの役割から救護代用車両で配置されていたが、2018年（平成30年）7月28日付で除籍。2019年（令和元年）7月3日にはTHE ROYAL EXPRESSの機関車接続・交流および非電化区間における電源確保のために東京急行電鉄に譲渡された。
マニ50 2051は2019年（令和元年）5月17日付で、マニ50 2185は同年6月7日付で、マニ50 2050は同10月25日付で、スユニ50 2018は2020年（令和2年）1月8日付で、マニ50 2183は同年1月31日付で、それぞれ廃車されている。
「マザーグーストレイン」
1987年（昭和62年）に長野工場でマニ50 2028・2243に施工した小海線で運行された「マザーグーストレイン」用売店車への改造で、車両番号の変更はない。
京葉線などにも入線した実績があったが、その後休車となり、1994年（平成6年）に廃車。
「バーボンエクスプレス」
1987年（昭和62年）に運行された「バーボンエクスプレス」用にカウンターなどを設置改造した車両で「MOTOトレイン」用マニ50 2154・2155・2158・2159に施工。のちに復元された。
「オランダエクスプレス」
1987年（昭和62年）に運行された見本市列車「オランダエクスプレス」でパビリオンとして使用するための改造。
マニ50 2120・2124・2128・2129・2130・2136・2137・2156・2157・2183に施工されたが、この書体の車両は「MOTOトレイン」用からの再改造車である。

### JR西日本
オートバイ緊結装置取付改造
1988年（昭和63年）から、夏季期間中に限り大阪 - 函館間の寝台特急「日本海」でツーリング客向けにオートバイ輸送を実施するため宮原客車区（現・網干総合車両所宮原支所）所属のマニ50形2両に施工した改造。
特急列車で運用することからブレーキ装置を改良し110 km/h走行対応化も同時施工されたほか、電照式愛称表示器が貫通路に設置された。
1990年（平成2年）初頭には、寝台特急「あさかぜ3・2号」「瀬戸」用編成の電源車がスハ25形に差し替えられたが、荷物室付きのオハネフ25 300番台が改造落成するまでの暫定措置として同列車に連結された実績がある。
1998年（平成10年）シーズンを最後に「モトとレール」が運行終了となり、翌1999年（平成11年）に廃車された。
キハ33形化改造
JR移行後に余剰となったオハ50形を気動車化した形式である。

無蓋車への改造
1991年（平成3年）3月で廃車となった米子運転所在籍のオハフ50 167の窓から上半分を切り取り、後藤総合車両所構内運搬用の貨車としたもの。車籍は存在せず、元の車番がガムテープで塞がれていた。

### JR四国

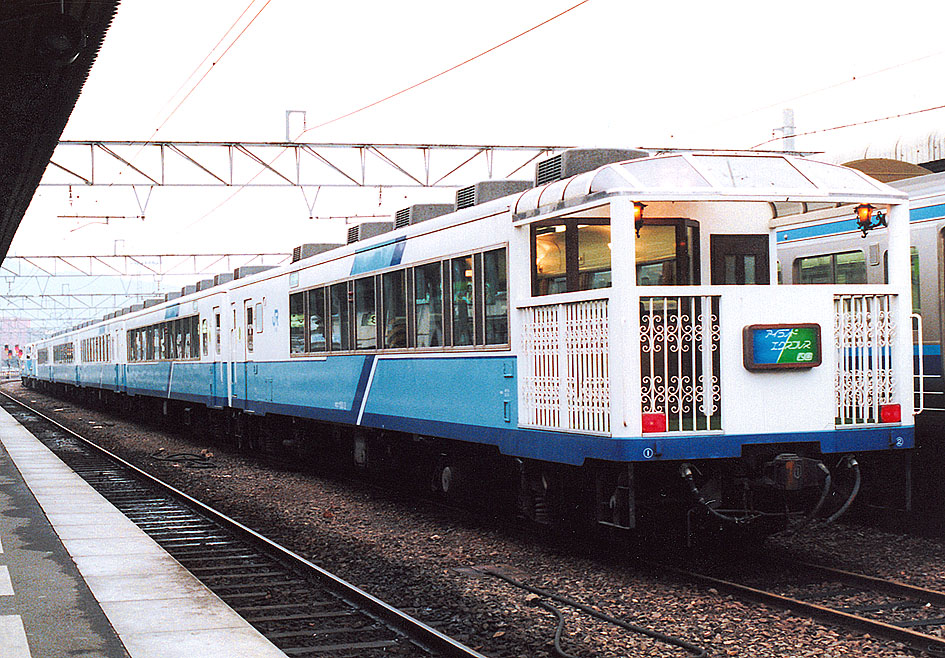
アイランドエクスプレス四国

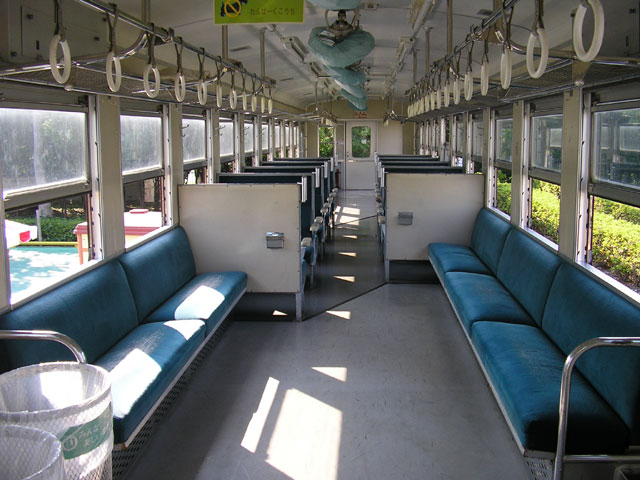
オハ50 11通勤形改造車車内

「アイランドエクスプレス四国」
1987年（昭和62年）に改造された四国初の本格的ジョイフルトレインである。改造工事および届出は分割民営化前に行われたが、落成ならびに運用開始はJR四国発足後である。グリーン車扱いとなりオロ50形・オロフ50形に形式変更された。
基本は5両編成だが、3両編成でも運用可能とした設計で、110 km/h走行に対応するためA急ブレーキ弁の取付とブレーキ回路の変更を施工した。
塗装は上半分が白色、下半分はJR四国のコーポレートカラーである水色とし、側面窓を固定式1枚窓に改造した。
オロフ50形のうち編成両端に連結される1・2は車端部に開放展望デッキを設置したが、展望車を示す「テ」の車両記号は付与されない。一方3は中央部の3号車として組成されることから、展望室は省略され添乗員室と売店が設置された。また種車のオハフ50形は和式トイレしか備えていなかったが、洗面所を追加設置したほか、1・2は洋式トイレに改造された。
車内は床を絨毯敷きとし、座席は360度回転する1列3人掛のリクライニングシートへの交換を実施したほか、各種AV装置も搭載された。
AU13形分散式冷房装置はの5基を屋根上に搭載。暖房は種車の電気暖房装置を使用した。これら冷房・暖房・サービス用電源はキハ58系から流用した4VK発電装置に回転数を落とした防音対策を施工し各車床下に搭載した。
1996年（平成8年）に外装・内装とも大幅なリニューアル工事を施工したが、1999年（平成11年）に廃車となった。本車の座席はキロハ186形「アイランドエクスプレスII」の改造に流用された。
通勤形改造車
従来車に比較するとラッシュ時対策がされている本系列であるが、1988年（昭和63年）に通勤輸送に特化させた改造施工である。
客室と出入台との仕切を撤去して、ボックスシート2組分をロングシート化したほか、戸袋窓部分ロングシートを撤去して立客スペースとした。全車1992年（平成4年）に廃車となった。
- オハ50 11・161・2253
- オハフ50 187・272・275・427

### JR九州
700番台
1988年（昭和63年）に「SLあそBOY」用に施工された改造。車両番号は700番台を付与された。
外部塗装をレトロ調配色とした。車体は屋根をダブルルーフ化して車端部に密閉式の展望デッキを設置し、客用扉を折戸に変更した。
内装は難燃性木材を多用し、座席はボックスシートであるが少人数での乗車を考慮して向合せの席と一方向向きの座席を併設する。
中間車のオハ50 701にはウエスタン酒場風のカウンターを設置。床下に冷房装置ならびに冷房用電源装置を搭載する。
2005年（平成17年）の「SLあそBOY」運行終了後、同年内は引続きディーゼル機関車牽引の「ディーゼルあそBOY」で運用された。2006年（平成18年）には、キハ58系を改造した「あそ1962」が運行開始されたため、主に団体臨時列車で運用されたが、2009年（平成21年）に「SL人吉」用として再改造され、外装は「あそ1962」と似たイメージの黒色に改装。同年2月28日には九州鉄道記念館で、翌3月1日には博多駅で一般公開され、4月25日に運用開始された。
2020年（令和2年）4月1日現在は、熊本車両センターに3両が所属している。
JR九州は2024年3月を以てSL人吉号の運行を終了し機関車は再引退したが、本番台の処遇は未定である。SL人吉号運行終了後の車両使用の例としては、2024年のゴールデンウィークに運転される久留米 - 由布院間の全車指定席の臨時快速「ゆふいん」に使われることが発表されたことが挙げられる。

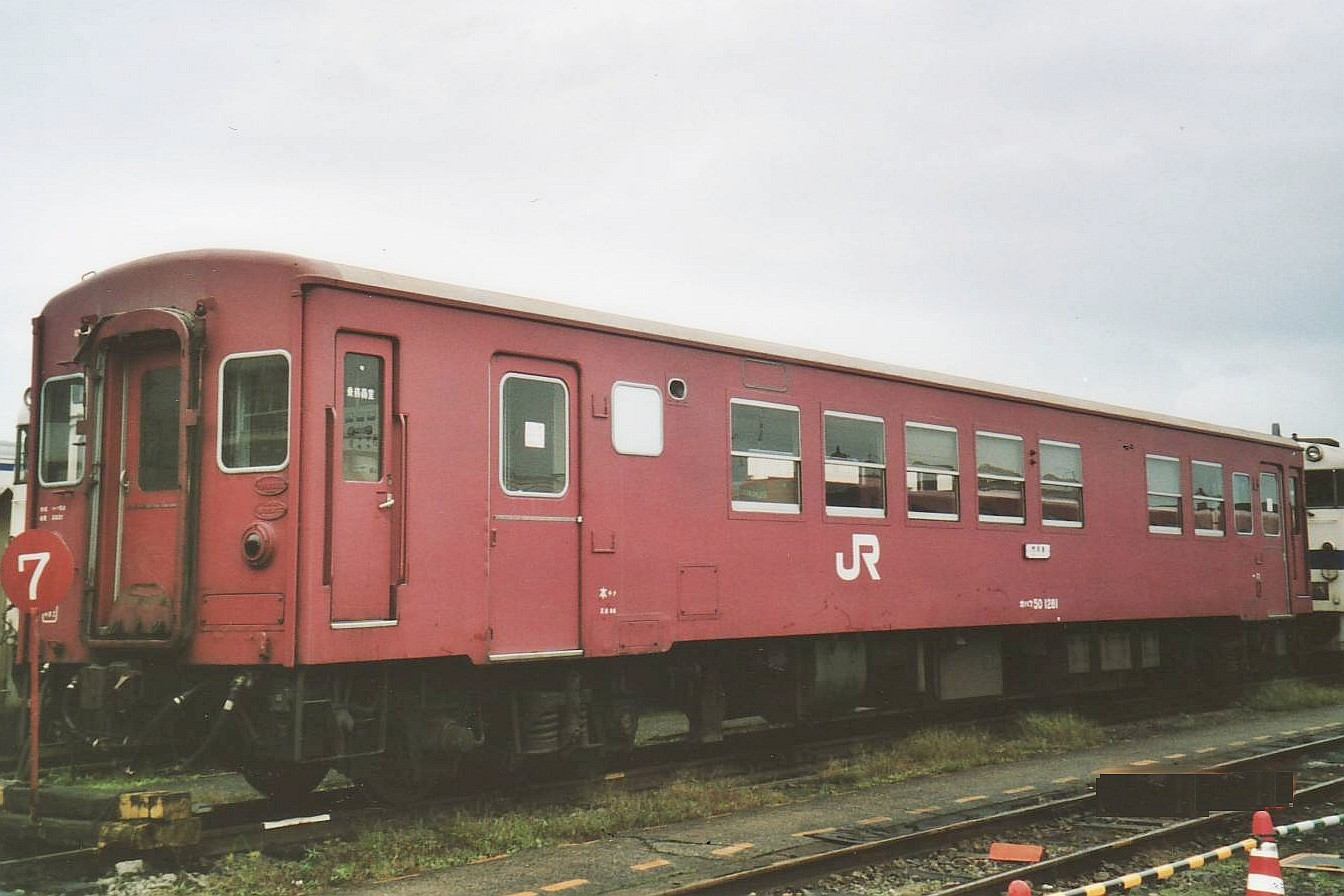
オハフ50 1280 冷房改造車
窓埋め込み部がダクト

| オハフ50 701 |  | オハ50 701 |  | オハフ50 702 |
| オハフ50 701 |  | オハ50 701 |  | オハフ50 702 |

1000番台（冷房改造車）
1991年（平成3年）に783系電車の機器交換で余剰となった床上式冷房装置を客室内に搭載する改造を施工したグループで、車両番号は原番号+1000の番台区分とされた。
冷気は車体中央部に設置したダクトによる車内誘導する方式で、外観上からはダクト設置部分は窓を埋め込む処置がなされた。当初は客用ドアから機器を搬入する予定だったが、装置が大きいため、車体の一部を切断して搬入した。電源は床下搭載のディーゼル発電機から供給する。また同時に暖房も蒸気暖房から発電機からの給電による電気暖房に改造され、SGを装備していないJR貨物所属のDD51形800番台の牽引時でも暖房が使用できるようになった。この改造により屋根上ベンチレーターはすべて撤去されたが、外部色は赤2号のままである。
筑豊本線・鹿児島本線・久大本線で運用されたが、2000年（平成12年）以降はオハフ50形の垂れ流しトイレを閉鎖し、循環式トイレ設置のスハフ12形を編成下り寄りに1両連結した。これは運用終了までの暫定的な措置で、短期間の使用で終わることが明らかなオハフ50形のトイレへの循環式汚物処理装置設置改造を避けたものである。2002年（平成14年）までに廃車された。

## 譲渡車

### 日本国内

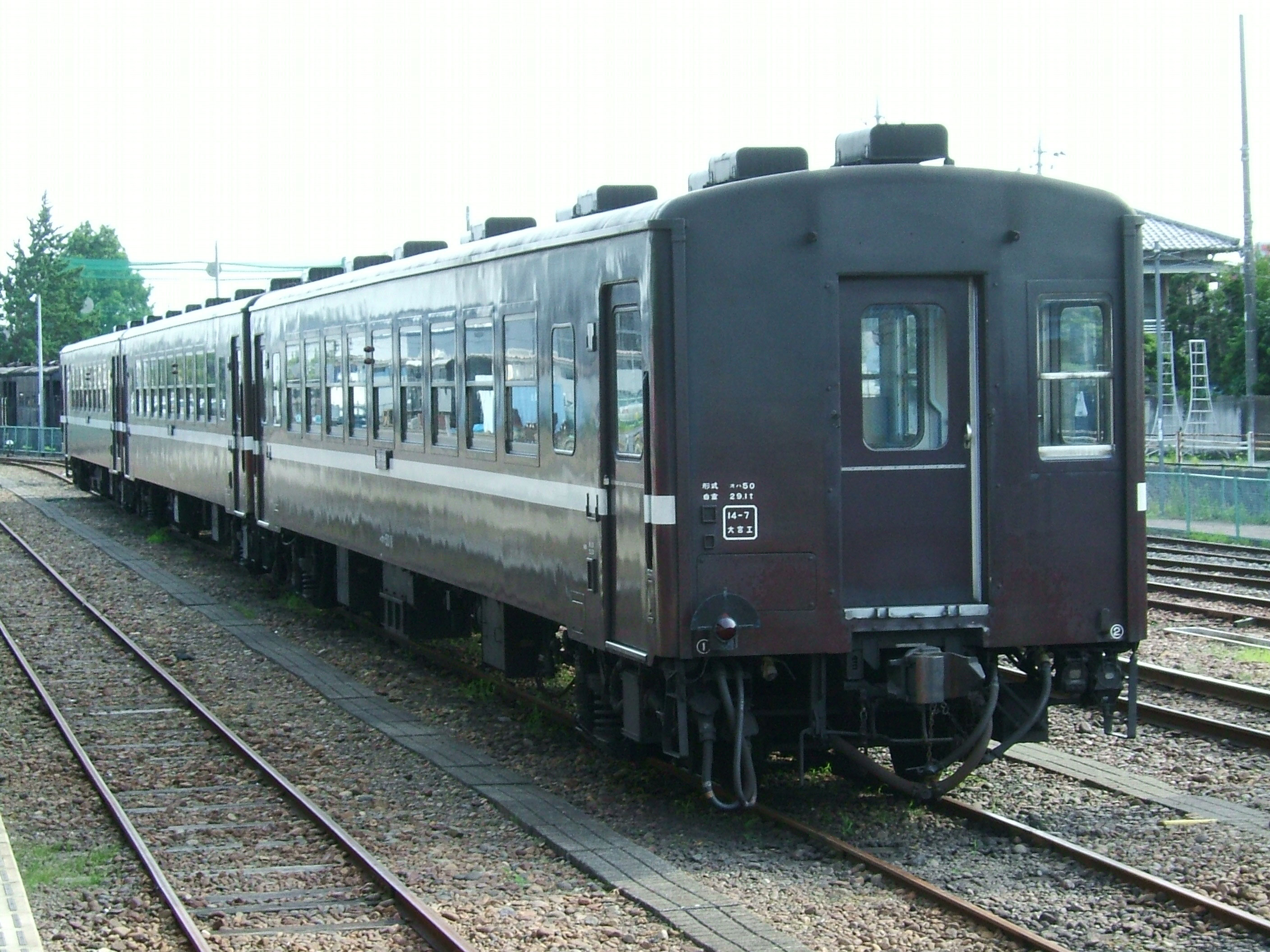
真岡鐵道オハ50形・オハフ50形

樽見鉄道オハフ800形

1990年（平成2年）にJR四国から譲渡されたオハフ50形である。「うすずみファンタジア号」として使用されたが、1994年（平成6年）にオハ2000形・スハフ2200形客車（14系）が入線すると入れ替わる形で廃車となった。
真岡鐵道50系
1994年（平成6年）の「SLもおか」運行開始によりJR東日本（上沼垂運転区）から1993年（平成5年）10月に譲渡されたオハ50形2両とオハフ50形1両の固定編成。ほぼ原型のまま営業運転に投入されている車両である。
内装は、2002年（平成14年）に劣化したモケット・床材変更を行った以外オリジナルであり、外部塗色はぶどう2号となっている。編成端部の貫通幌は取り外されている。また牽引機関車のC12 66とC11 325は自動ドア空気供給のためにMRP装備改造が施工されたほか、蒸気機関車牽引であることから冬季は蒸気暖房を使用する。そのために電気暖房器関連で変圧器の配線の一部をカットしている。「SLもおか」での走行距離は短いため、床下バッテリーは交番検査の際に取り外して充電している。
2010年（平成22年）のJR東日本大宮総合車両センターでの全般検査施工と同時に、窓下の帯色をそれまでの白から赤に変更。
真岡鐵道に導入した際、トイレに汚物処理装置を設置しているが、トイレ設備自体は原型のままである。汚物抜き取りは真岡駅で行っている。

#### 東急電鉄マニ50形

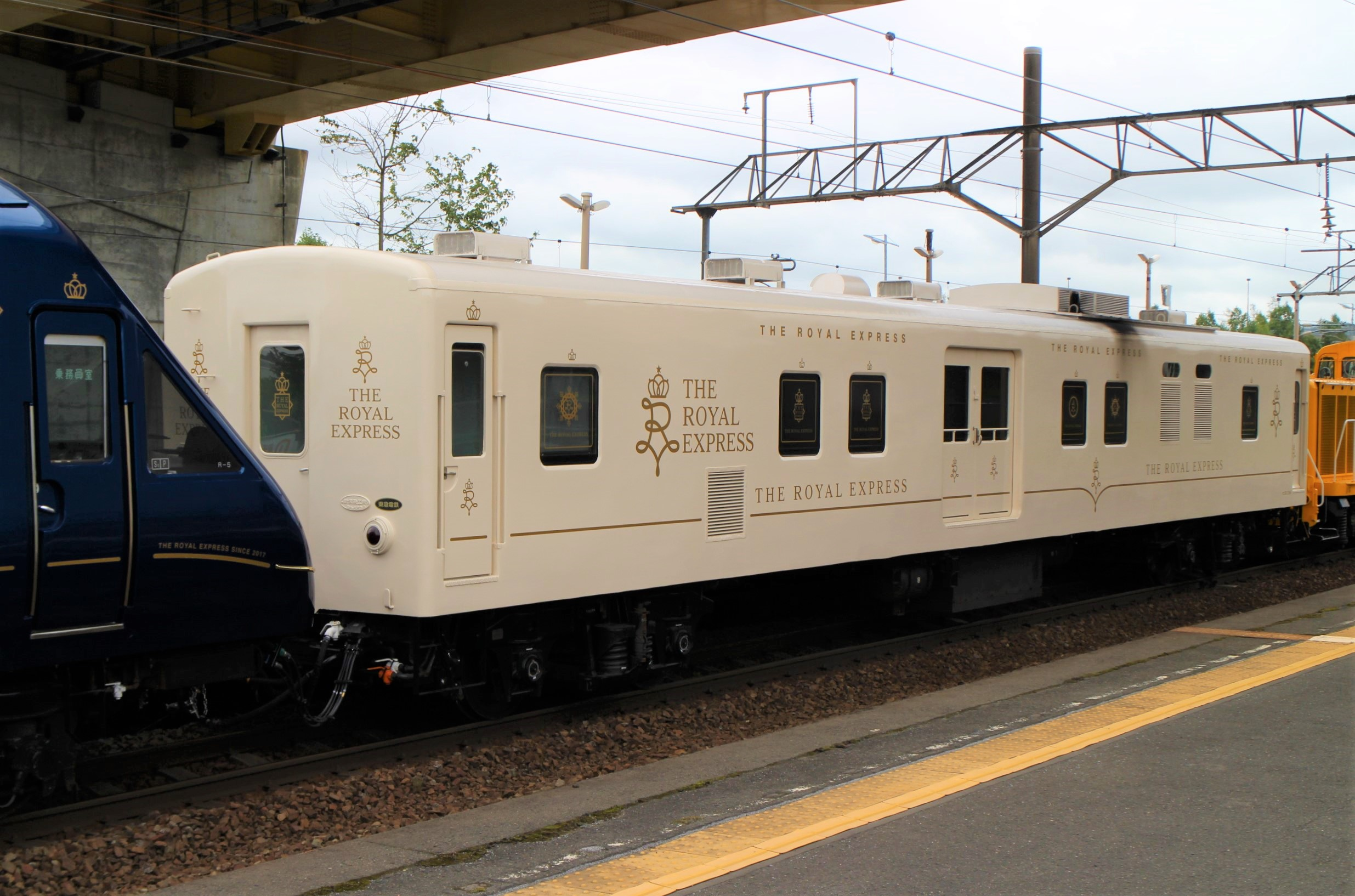
THE ROYAL EXPRESS用に改装されたマニ50形

「THE ROYAL EXPRESS」を北海道で運用するための電源車としてリゾートエクスプレスゆうの電源車だったマニ50 2186（前述）が東京急行電鉄に譲渡された。

### 日本国外
中華人民共和国・承徳市譲渡予定車
海峡線で運用されていたオハフ50 5011など50系計4両を現地の観光列車に転用することになり、2003年（平成15年）に苗穂工場でオハフ50 5011の室内に冷房電源用ディーゼルエンジンを搭載し、客室窓が埋められるなどの改造を含む整備が実施された。改造後に航送のため苫小牧港に送られたが、計画が中止されたため解体された。
以上の他、電車や単行気動車の導入、ダイヤの見直しなどによって余剰になったJR四国の本系列車両のインドネシア等海外への販売が検討されていたが、実現していない。

## 運用
1978年（昭和53年）3月、筑豊本線・芸備線において運用が開始された。同年7月からは常磐線（仙台地区）でも運用が開始された。その後も引き続き、大都市周辺の幹線・亜幹線を中心に朝夕の輸送力列車を重点に運用され、線区によっては10両前後の長大編成も珍しくなかった。全車が出揃った1983年（昭和58年）4月時点で配置区は34区所にも及んだ。
この時点においても老朽化の進んだ旧型客車が大量に残存していたが、1982年（昭和57年）11月のダイヤ改正によって急行形電車および気動車に多くの余剰が発生したことから、追加の新造は中止された。
1984年（昭和59年）2月のダイヤ改正では、郵便荷物輸送の縮小に伴って北陸本線、鹿児島本線などで電車化が推進されたほか、翌1985年（昭和60年）3月の改正では東北本線南部においても715系投入をはじめとした電車化が推進され、中・短距離の輸送力列車を中心に使用されてきた本系列の運用方法は転換期を迎える。さらに非電化区間の気動車化も進められ、余剰となった本系列は旧型客車の置き換えに転用されて、比較的長距離の普通列車にも使用されるようになった。それらの転配で電気暖房車が電暖未使用の区所に移動される動きもあった。同時に短編成化も進んだが、朝夕以外は3 - 5両程度と機関車牽引列車としては非効率であり、ランニングコストの高い運用が常態化していた。また配置区の集約も行われ、奥羽本線・羽越本線など一部で広域運用も見られた。
1985年（昭和60年）3月14日のダイヤ改正で、それまでキハ58系気動車で運行されていた予讃本線・土讃本線・中村線（現・土佐くろしお鉄道中村線）経由高松 - 中村間夜行普通列車731D・764Dのうち、下り列車が運行区間を高知まで短縮の上、本系列による221列車として置き換えられた（上りの764Dは廃止）。これは本系列では唯一、定期の夜行列車に使用された例である。
客車列車自体が減少していた時期で異例の置き換えでもあったが、新聞輸送の需要から下りのみ存続となった本列車は1988年（昭和63年）4月10日のダイヤ改正で再び気動車となり、本系列による定期夜行列車運用は3年あまりで終了した。
1986年（昭和61年）11月のダイヤ改正では、さらなる急行列車の削減によって電車および気動車が捻出され、車齢わずか5年前後の本系列にも本格的な余剰車が発生するようになった。これらは津軽海峡線での運用を見越して冷房化・固定窓化などの改造を施工した上で函館運転所に転出した。
国鉄時代は事故廃車もなく、1987年（昭和62年）の国鉄分割民営化の際には、旅客車として製造されたすべての車両が東海旅客鉄道（JR東海）を除くJR旅客鉄道各社に承継されたが、JR各社は当初から国鉄が実施した動力近代化計画を継承して客車列車を廃止する方針であったことから、動力分散方式の後継車両が増備されるまでの暫定的な車両として継承されたにすぎなかった。なお、本来の用途が廃止されたマニ50形とスユニ50形は、少数が事業用として継承された以外は、ほとんどが廃車になった。

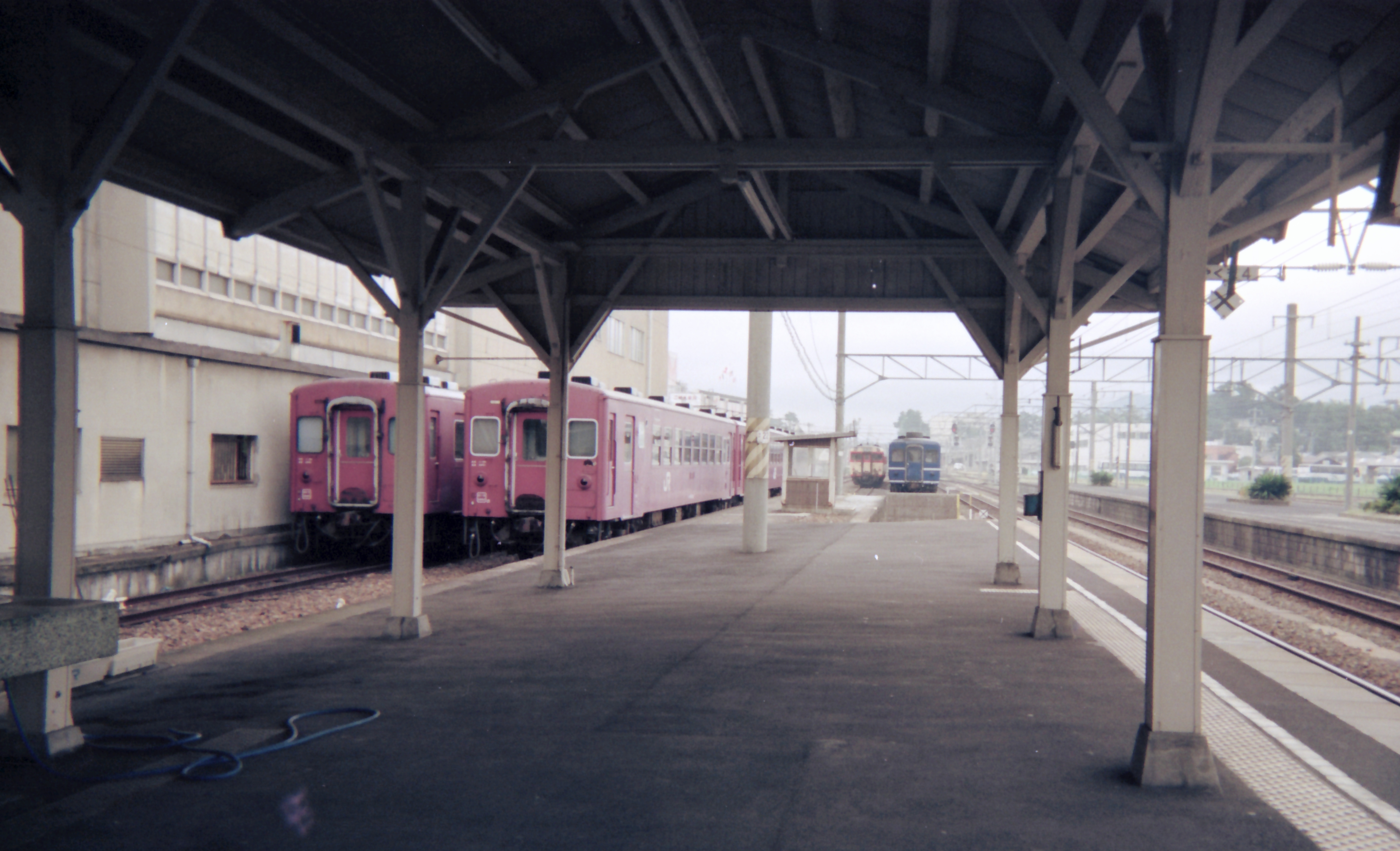
運用がなくなり留置された車両
製造からわずか10年ほどであったが、早々に解体された。
1992年 出雲市駅

民営化後は、前述のように国鉄末期以降は各地で「短編成・高頻度」型のフリークエント・ダイヤへの転換が相次ぐと、折り返し駅での機回し作業の必要がない電車・気動車への転換が進み、客車列車の本数は著しく減少した。また、急行列車の大幅な縮小によって余剰となった急行形車両が普通列車に転用されたため、早々と余剰車が発生する事態になった。さらには民営化の際に貨物輸送が別会社（JR貨物）に転換されたことで、「朝夕には客車列車を、昼間には貨車を牽引させて機関車を効率的に使用する」という客車列車最大のメリットが事実上消滅した。
分割民営化翌年の1988年（昭和63年）には、四国配置車に早くも大量の余剰車が発生する状況になり、他社においても余剰が発生した。一部の車両がキハ141系・キハ33形への改造に充てられたものの、基本構造の違いのため改造費用が高額になったことから、ほとんどの車両は転用されずに1989年（平成元年）から廃車が開始され、製造後7 - 12年という短期間で500両以上の車両が廃車された。これらの車両はほとんど老朽化しておらず、単にフリークエントダイヤにそぐわなくなったことと非冷房だったための廃車だったが、当時は中古車両を海外譲渡するシステムが確立されておらず、早々に解体処分された。
平成に入って急速かつ大量に淘汰が進んだのは、山陰本線京都 - 園部間の電化と気動車への置き換えが行われたことが大きな要因である。民営化当初は京都 - 福知山間、豊岡 - 下関間で多数の客車が運用されていた。1988年（昭和63年）10月1日の山陰本線・京都口ダイヤ改正により園部 - 福知山間は全廃され、京都 - 園部間は草津線との運用も兼ねて朝夕の一部が残存したが、1989年（平成元年）3月の改正で山陰本線は12系客車化・草津線は電車化された。1990年（平成2年）3月には、京都口電化に伴う気動車の転属により、豊岡 - 益田間〈鳥取 - 出雲市間・浜田 - 益田間の一部を除く〉、1991年（平成3年）3月は益田以西の朝夕の一部を除いて気動車化され、本系列が多数運用を離脱した。
1992年（平成4年）3月14日には播但線・朝夕運用の姫新線と山陰本線益田以西の普通列車がすべて気動車化された。同年4月1日には高徳線の普通列車が全列車気動車化されことにより、JR四国管内での本系列の定期運用は消滅した。同年6月上旬は鳥取 - 米子 - 出雲市に1往復ずつ残っていた本系列も12系客車への置き換えにより、JR西日本管内の定期運用も消滅した。両社では民営化から5年で本系列が消滅したことになる。
東日本地区でも1993年（平成5年）3月18日に羽越本線新津 - 酒田間の普通列車がすべて電車または気動車に、同年7月20日に同線酒田 - 秋田間の普通列車がすべて701系電車に置き換えられ、同年12月1日には奥羽本線山形 - 秋田間・追分 - 青森間・八戸線の本系列、および12系客車を使用した普通列車がすべて701系と気動車に置き換えられた。
1994年（平成6年）に入ると、12月3日のダイヤ改正で東北本線一ノ関 - 盛岡間、男鹿線、函館本線の普通列車がすべて電車・気動車化され、この時点で51形一般仕様車は営業運転を終了した。1995年（平成7年）4月20日には日豊本線、同年11月30日に磐越西線、1996年（平成8年）3月30日には東北本線の盛岡以北でも本系列の運用が終了したことにより、本州地区における本系列の一般仕様車の定期運用が消滅した。
1997年（平成9年）3月22日のダイヤ改正では、山陰本線から急行「だいせん」の快速区間を除き12系客車の普通列車運用が終了し、1999年（平成11年）10月2日に「だいせん」も気動車化されたことで、JRグループでの客車による普通列車は、津軽海峡線の快速「海峡」とJR九州管内の一部のみとなった。本系列の運用が残存していた九州地区では、1995年（平成7年）4月20日のダイヤ改正以降、筑豊地区での運用は朝夕ラッシュ時の2往復のみに縮小された。その後、1999年（平成11年）12月4日に行われた久大本線普通列車の完全気動車化によって、本系列の運用範囲は鹿児島本線門司港 - 折尾間と筑豊本線若松 - 飯塚間のみとなった。
その後、2001年（平成13年）10月6日に筑豊本線折尾 - 桂川間（福北ゆたか線）が交流電化されたことにより、本系列の運用は終了することになった。直方車両センター配置の本系列14両は12系客車12両とともにすべて廃車となり、本系列の一般仕様車はこれを最後に全車廃車となった。
一般仕様車の全廃後は快速「海峡」が本系列最後の定期列車であったが、2002年（平成14年）11月30日で列車自体が廃止されて定期運用が消滅。その後はJR北海道の「ノロッコ号」やJR九州の「SL人吉」といった観光を主目的とした不定期列車での運用が20年以上続いている。
鉄道車両の置き換えは老朽化の進んだ旧型車両を新型車両に代替するのが通例であるが、本形式は一部の例外を除いて冷房装置がなく、夏季の車内環境が劣悪だったことや、短編成化によって高コストになったことから先んじて淘汰が進められた。西日本や四国では製造から10年前後、本形式よりも20年ほど前に製造された冷房車両（キハ58系など）に置き換えられて、昭和30年代に製造されたキハ20系列と並んで廃車・解体されていった。時代背景が異なるものの、本形式よりはるかに接客設備が劣っていた70系客車でさえ転属や改造を行なって20年以上使用されたことを考慮すると、日本の鉄道史でも特異な例といえる。

## 保存車
| 画像                   | 番号 | 所在地                                                                 | 備考 |
| ---------------------- | --- | ---------------------------------------------------------------------- | --- |
|                        | スユニ50 517                                                                                                | 北海道常呂郡佐呂間町字永代町65-1 佐呂間町交通公園 （湧網線佐呂間駅跡） | |
|                        | オハ51 6 | 北海道旭川市東川町                                                     | 車体のみ製材所で施設の一部として使用。 |
|                        | オハ51 21                                                                                                   | 北海道旭川市永山北2条6丁目1-51 輝運輸                                  | 車体のみ施設の一部として使用。 |
|                        | スユニ50 505                                                                                                | 北海道三笠市幌内町 三笠鉄道村                                          | |
|                        | スユニ50 501                                                                                                | 北海道小樽市手宮1丁目3-6 小樽市総合博物館                              | |
|                        | オハ51 5 オハ51 41 オハ51 48                                                                                | 北海道二海郡八雲町 八雲駅付近個人宅                                    | 「リバーサイドトレイン」の愛称が付けられ、車体のみ施設の一部として使用。オハ51 48は車体を半分に切断されている。 |
|                        | オハ51 3 オハフ51 3 など                                                                                    | 北海道二海郡八雲町                                                     | 国道5号バイパス付近に51形計6両が半切りで放置されていたが、現存するかは不明。 |
|                        | オハ51 5002                                                                                                 | 北海道亀田郡七飯町東大沼 流山温泉                                      | 流山温泉無料休憩所で使用されていたが、現存するかは不明。 |
|                        | オハ50 5003 オハ51 5001 オハ51 5004                                                                         | 北海道函館市西桔梗町218-43 ききょう幼稚園                              | ききょう幼稚園には鉄道車両計8両が保存されていたが、2025年（令和7年）に新築移転することになり、同年7月中にすべて撤去されることとなった（一部車両は鉄道ファンに譲渡された）。                                                                 |
|                        | オハ51 11                                                                                                   | 北海道上磯郡木古内町大平                                               | |
|                        | オハフ51 5002                                                                                               | 北海道上磯郡木古内町大平                                               | 資材置き場で利用。 |
|                        | スユニ50 509 スユニ50 510                                                                                   | 青森県青森市柳川1丁目112-15地先 青函連絡船メモリアルシップ八甲田丸     | 船内で保存されている。 |
|                        | オハフ50 68                                                                                                 | 京都府京都市下京区観喜寺町 京都鉄道博物館                              | 梅小路蒸気機関車館時代より、扇形機関庫隣で休憩室として使用されている。 |
|                        | マニ50 2036                                                                                                 | 兵庫県三田市あかしあ台5丁目1 はじかみ池公園                            | D51 25およびヨ8682と連結され保存されており、「夢サンディ号」の愛称が与えられている。緑色に塗り替えられ長年にわたり内部を子供の遊び場として利用されてきたが、2019年（平成31年 / 令和元年）に閉鎖。その後、同年内に現役時代の青色に戻された。 |
|                        | オハフ50 66 オハフ50 211 オハフ50 218 オハフ50 240                                                          | 和歌山県東牟婁郡串本町 浦島ハーバーホテル                              | 敷地内で更衣室・コインランドリーや物置として利用されていたが、同ホテルが2016年（平成28年）3月31日限りで閉館し、その後の動向は不明。 |
|                        | オハフ50 272                                                                                                | 徳島県小松島市小松島町 小松島ステーションパークSL広場 （小松島駅跡）   | C12 280と連結して保存されている。2009年（平成21年）に整備され青色に塗り替えられた。 |
|                        | オハフ50 180                                                                                                | 香川県高松市朝日新町15 高松卸センター                                  | 2001年（平成13年）にブルートレイン風の青色に塗り替えられている。 |
|                        | スユニ50 2058                                                                                               | 香川県高松市木太町1813-1 高畠小児科医院                                | 車体のみ施設の一部として使用。 |
|                        | オハ50 11                                                                                                   | 高知県高知市桟橋通6丁目9−1 わんぱーくこうち                            | 休憩所として使用。 |
|                        | オハフ50 189                                                                                                | 高知県香南市赤岡町大東2246-3 技研製作所第三工場※見学には事前予約が必要 | 同社が実施する「記念の森プロジェクト」にて利用された後、「RED HILL 1967」の鉄道近接工法の例として用いられている。JR四国の一般形気動車と同じ色に塗られている。                                                                               |
|                        | オハフ50 1276                                                                                               | 福岡県直方市大字頓野550-1 汽車倶楽部 ※非公開                           | 敷地内で保管されている。 |
| 保存後に解体された車両 | |                                                                        | |
|                        | スユニ50 515                                                                                                | 北海道枝幸郡枝幸町                                                     | そろばん教室として使用されていたが、2008年（平成20年）ごろに解体。 |
|                        | スユニ50 512                                                                                                | 北海道旭川市神居町台場                                                 | ドライブイン古譚荘の土産物店として使用されていた。スハフ44 16とキ751も同地に置かれていた。 |
|                        | オハ51 33                                                                                                   | 北海道洞爺村                                                           | そば処来夢人（キムンド）で利用されていた。 |
|                        | オハフ51 5001 オハ51 5003                                                                                   | 北海道七飯町 流山温泉                                                  | JR北海道の関連会社が経営する流山温泉で使用されていた。（2016年〈平成28年〉8月ごろ解体？） |
|                        | マニ50 2166                                                                                                 | 石川県松任市藤の木町                                                   | 農家の木材倉庫として使用されていた。 |
|                        | オハフ50 223 オハフ50 241 オハフ50 243                                                                      | 京都府京都市 嵯峨駅前                                                  | 223はレンタサイクル営業所、241は喫茶店、243はみやげ店として利用されていた。 |
|                        | オハ50 51 オハ50 52 オハ50 130 オハ50 132 オハ50 143 オハ50 145 オハ50 147 オハ50 148 オハ50 151 オハ50 170 | 山口県防府市                                                           | カラオケ列車として使用されていた。 |
|                        | オハ50 2253                                                                                                 | 高知県南国市                                                           | 同市内にあるひまわり幼稚園で利用されていた。 |

そのほか、オハ50 5から改造されたキハ33 1001が津山まなびの鉄道館で保存されている。